# Paul Verhoeven (director de cinema alemany)
|  | Per a altres significats, vegeu «Paul Verhoeven». |

Paul Verhoeven (Unna, Westfàlia, Alemanya, 23 de juny de 1901-Múnic, Baviera, 22 de març de 1975) va ser un actor, guionista i director de cinema i teatre alemany. És el fundador de la dinastia d'actors Verhoeven.

## Trajectòria
Va actuar, va dirigir i va escriure el guió de més de 50 pel·lícules, la primera va ser Das kleine Hofkonzert en 1935. Durant el nazisme va filmar comèdies i no va ser molestat per les autoritats. Des de 1945 fins a 1948 va ser director artístic del grup Teatre de la Residència en Múnic.
Verhoeven va estar casat amb l'actriu Doris Kiesow, amb qui va tenir tres fills: Lis Verhoeven, actriu i primera esposa de Mario Adorf (tots dos pares de Stella Adorf); Michael Verhoeven, director que es va casar amb l'actriu Senta Berger els fills de la qual Lucca i Simon Verhoeven també es dediquen al cinema; i Monika Verhoeven. De la seva relació amb l'actriu Edith Schultze-Westrum va tenir al seu fill Thomas Schultze-Westrum, realitzador de documentals sobre animals.
Verhoeven va morir en escena en 1975 a Múnic, mentre recitava l'elegia per a la llegendària actriu Therese Giehse, morta dues setmanes abans.

## Filmografia seleccionada
- 1936 – Der Kaiser von Kalifornien (actor)
- 1936 – Das Hofkonzert
- 1949 – Du bist nicht allein (director)
- 1950 – Das kalte Herz (director)
- 1951 – Heidelberger Romanze (director)
- 1952 – Das kann jedem passieren (director)
- 1953 – Vergiß die Liebe nicht (director)
- 1954 – Hoheit lassen bitten (director, actor, guió)
- 1954 – Eine Frau von heute (director, actor)
- 1954 – Ewiger Walzer
- 1956 – Die goldene Brücke (director)
- 1959 – Der Jugendrichter (director)
- 1961 – Ihr schönster Tag (director)
- 1964 – Cèsar i Cleopatra (actor)
- 1967 – Paarungen (actor; director: Michael Verhoeven)
- 1968 – Ein Mann namens Harry Brent
- 1973 – Oh, Jonathan – oh, Jonathan